# Mammillaria herrerae
Mammillaria herrerae ist eine Pflanzenart aus der Gattung Mammillaria in der Familie der Kakteengewächse (Cactaceae). Das Artepitheton herrerae ehrt den mexikanischen Biologen und Naturforscher Alfonso L. Herrera (1870–1942), der 1923 den zoologischen Garten von Chapultepec gründete.

## Beschreibung
Mammillaria herrerae wächst einzeln oder sprosst an der Basis. Die kugelförmigen Triebe erreichen Durchmesser von 2 bis 3,5 Zentimetern. Die zylindrischen, an der Spitze gestutzten Warzen stehen eng beieinander. Sie enthalten keinen Milchsaft. Die Axillen sind kahl. Mitteldornen sind nicht vorhanden. Die 100 oder mehr borstenartigen, weißen oder grauen Randdornen sind ungleich, horizontal ausstrahlend und ineinander verwoben. Sie sind 1 bis 5 Millimeter lang.
Die rosafarbenen Blüten erreichen eine Länge von 2 bis 2,5 Zentimetern. Die kleinen fast kugelförmigen Früchte sind weißlich und enthalten schwärzlich braune Samen.

## Verbreitung, Systematik und Gefährdung
Mammillaria herrerae ist im mexikanischen Bundesstaat Querétaro verbreitet.
Die Erstbeschreibung erfolgte 1931 durch Erich Werdermann. Nomenklatorische Synonyme sind Chilita herrerae (Werderm.) Buxb. (1954), Neomammillaria herrerae (Werderm.) Y.Itô (1981) und Escobariopsis herrerae (Werderm.) Doweld (2000).
Mammillaria herrerae wird in der Roten Liste gefährdeter Arten der IUCN als „Critically Endangered (CR)“, d. h. vom Aussterben bedroht, eingestuft.

## Nachweise